# ريك ويلسون (سياسي)
ريك ويلسون (بالإنجليزية: Rick Wilson)‏ هو فلاح وسياسي أسترالي، ولد في 2 يناير 1966 في كاتانينغ في أستراليا. حزبياً، نشط في الحزب الليبرالي الأسترالي. وقد انتخب عضو مجلس النواب الأسترالي عن دائرة Division of O'Connor ‏ (7 سبتمبر 2013 – ).

## وصلات خارجية
- الموقع الرسمي